# Steeple-chase (sport hippique)
Pour les articles homonymes, voir Steeple chase.

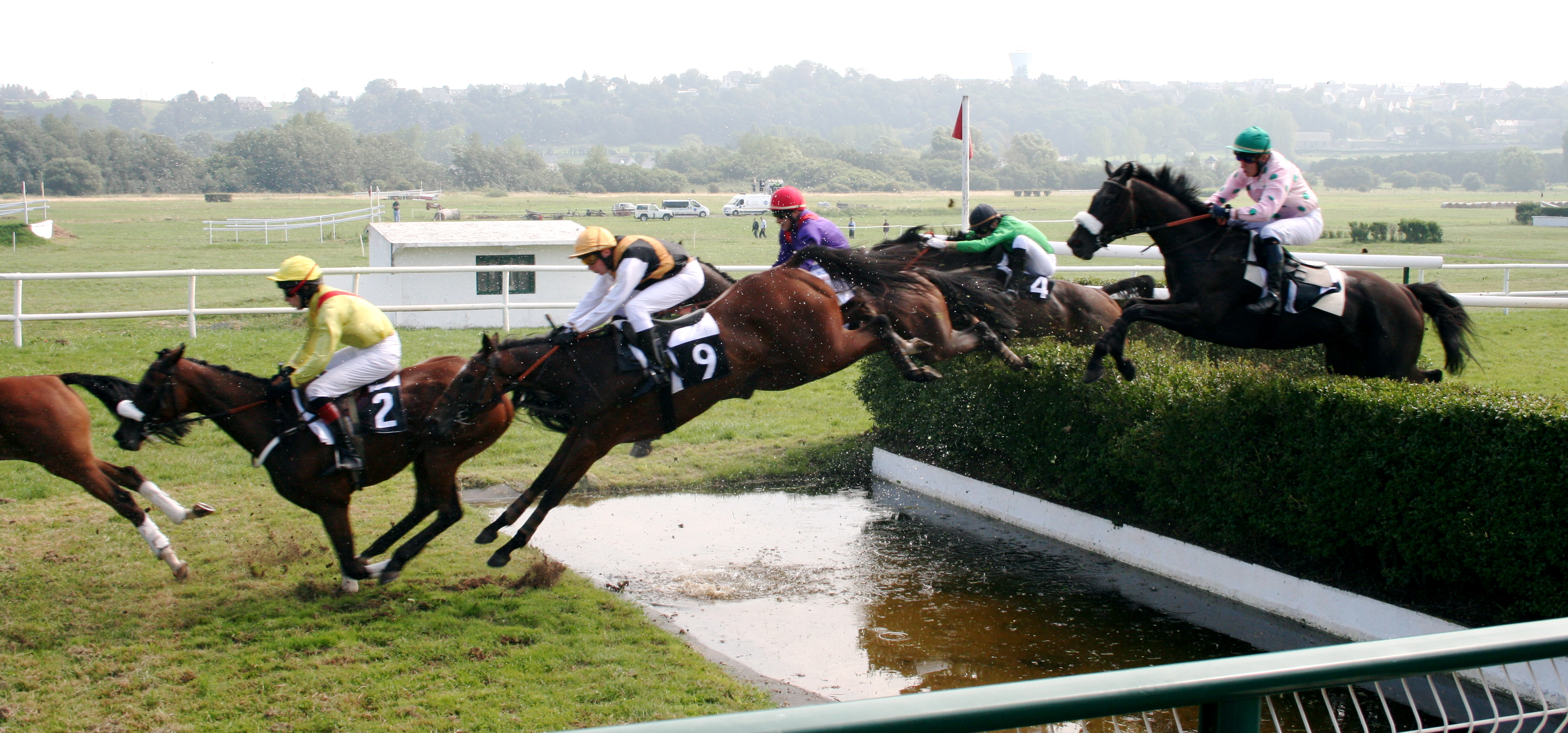
Course de steeple-chase.

Le steeple-chase (ou steeplechase) est un type de course d'obstacles à cheval. C'est l'une des deux principales formes de courses d'obstacles en sport hippique, avec la course de haies (en).

## Histoire
Le steeple-chase serait né au XVIIIe siècle en Irlande, à Buttevant, comme une course de chevaux en pleine campagne, les concurrents devant courir de clocher (steeple en anglais) d'église en clocher d'église. Ces courses s'apparentaient alors à ce qu'on nomme aujourd'hui le « cross-country ».
La première course de steeple-chase sur piste aurait eu lieu en 1810 à Bedford, mais la première à avoir été reconnue officiellement se déroula en 1830 dans le Bedfordshire.

## Description
Une course de steeple-chase se déroule sur une piste parsemée d'obstacles, que les chevaux doivent franchir. Le départ de la course se fait derrière un élastique, contrairement aux courses de plat.
En steeple-chase, les obstacles sont plus hauts et plus complexes que dans la course de haies (talus, barrières, claies, contrebas, fossés, haies, murs, rivière, buttes, douves, etc.). La distance est également plus longue: en moyenne autour de 4 400 mètres.

## Courses célèbres
Le Royaume-Uni, la France et l'Irlande sont les pays où le steeple-chase est le plus développé : en 2008, on y dénombrait respectivement 3 366, 2 194 et 1 434 courses. Viennent ensuite les États-Unis (200 courses), l'Australie (146) le Japon (132), la Nouvelle-Zélande (129) et l'Allemagne (58).
En Europe, les courses de steeple-chase les plus renommées sont le Grand Steeple-Chase de Paris disputé mi-mai sur la distance de 6000 mètres à Auteuil, le Grand National de Liverpool couru début avril à Aintree (6 900 mètres), le Grand steeple-chase de Pardubice en Tchéquie, disputé mi-octobre sur la même distance (6 900 mètres), avec le franchissement de la célèbre et non moins redoutable tranchée « Taxis », et enfin le Cross Anjou-Loire Challenge qui a pour cadre l'hippodrome de l'Isle-Briand au Lion-d'Angers (Maine-et-Loire) et qui se dispute chaque année le jeudi de l'Ascension sur la distance de 7 200 mètres, ce qui en fait la course la plus longue du monde.